# Paul Halmos

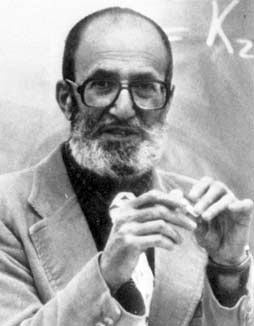
Paul Halmos

Paul Richard Halmos (* 3. März 1916 in Budapest; † 2. Oktober 2006 in Los Gatos, Kalifornien, USA) war ein US-amerikanischer Mathematiker ungarischer Herkunft, der auf den Gebieten Wahrscheinlichkeitstheorie, Statistik, Ergodentheorie, Funktionalanalysis (insbesondere Hilberträume) und mathematische Logik geforscht hat. Er hat außerdem mehrere Lehrbücher verfasst.

## Karriere
Halmos wurde in Budapest in eine jüdische Familie geboren und galt als einer der Marsianer. Er studierte zunächst an der Universität von Illinois Chemie, wechselte jedoch nach einem Jahr zur Philosophie und Mathematik. Dort erwarb er seinen B.A. mit Hauptfach Philosophie und Nebenfach Mathematik. Er begann dann ein Ph.D.-Studium in Philosophie, aber nach einigen Schwierigkeiten wechselte er zur Mathematik, in der er 1938 promoviert wurde. Joseph L. Doob betreute seine Dissertation mit dem Titel Invariants of Certain Stochastic Transformation: The Mathematical Theory of Gambling Systems. Bald darauf ging Halmos ans Institute for Advanced Study. Sechs Monate später arbeitete er unter John von Neumann, was für ihn eine prägende Erfahrung darstellen sollte. Während er am Institut war, schrieb Halmos sein erstes Buch Finite Dimensional Vector Spaces, das ihm sofort den Ruf einbrachte, ein guter Lehrbuchautor zu sein.
Halmos unterrichtete an der Universität von Syracuse, an der Universität von Chicago, an der Universität von Kalifornien in Santa Barbara, an der Universität von Hawaii und an der Indiana Universität. 1983 wurde er mit dem Leroy P. Steele Prize der American Mathematical Society ausgezeichnet.
Von seiner Pensionierung 1985 bis zu seinem Tode stand er der mathematischen Fakultät der Santa-Clara-Universität nahe.
Er und seine Frau Virginia stifteten der Mathematical Association of America (MAA) ein Konferenzzentrum in Washington D. C. und den Euler Book Prize der MAA.
Zu seinen Doktoranden zählen Errett Bishop und Donald Sarason.

## Trivia
In seinen Beweisen benutzte er erstmals das Grabstein, Kiste oder Halmos genannte Zeichen „∎“ als Abkürzung für das q. e. d. zum Abschluss eines Beweises, das manchmal auch offen („□“) dargestellt wird.

## Schriften
- Paul R. Halmos: Finite-Dimensional Vector Spaces (= S. Axler, F. W. Gehring, K. A. Ribet [Hrsg.]: Undergraduate Texts in Mathematics). Springer New York, New York, NY 1974, ISBN 978-1-4612-6389-0, doi:10.1007/978-1-4612-6387-6.
- Paul R. Halmos: Measure theory (= Graduate texts in mathematics. Band 18). Springer-Verlag, New York 1974, ISBN 978-0-387-90088-9 (englisch).
- Paul R. Halmos: Introduction to Hilbert space and the theory of spectral multiplicity (= Dover Books in science and mathematics). Second edition, Dover edition Auflage. Dover Publications, Inc, Mineola, New York 2017, ISBN 978-0-486-81733-0.
- Paul R. Halmos: Lectures on ergodic theory (= Dover books on mathematics). Dover Publications, Inc, Mineola, New York 2017, ISBN 978-0-486-81489-6 (englisch).
- Paul R. Halmos: Naive Set Theory (= S. Axler, F. W. Gehring, K. A. Ribet [Hrsg.]: Undergraduate Texts in Mathematics). Springer New York, New York, NY 1974, ISBN 978-0-387-90104-6, doi:10.1007/978-1-4757-1645-0 (englisch).
  - (In deutscher Sprache: Naive Mengenlehre (= Moderne Mathematik in elementarer Darstellung. Bd. 4, ISSN 0544-7089). Vandenhoeck & Ruprecht, Göttingen 1968).
- Paul R. Halmos: Lectures on Boolean algebras (= Dover books in science and mathematics). Dover Publications, Inc, Mineola, New York 2018, ISBN 978-0-486-82804-6.
- Paul R. Halmos, Viakalathur Shankar Sunder: Bounded Integral Operators on L2 Spaces. Springer, 1978, ISBN 978-3-642-67016-9, doi:10.1007/978-3-642-67016-9.
- Paul R. Halmos: I want to be a mathematician: an automathography. Springer-Verlag, New York 1985, ISBN 978-0-387-96078-4 (englisch).
- Paul R. Halmos: I have a photographic memory. American Mathematical Society, Providence, R.I. 1987, ISBN 978-0-8218-0115-4 (englisch).